# 위크엔드 드라마
위크엔드 드라마(일본어: ウイークエンドドラマ)는 TV 아사히 계열에서 매주 토요일의 드라마이다.

## 작품 소개
- 《블랙 아웃》
- 《헨 [HEN] Vol.1 스즈키군과 사토군》
- 《HEN Vol.2 치스루짱과 아즈미짱》
- 《KIRARA》
- 《금붕어의 배설물》
- 《하자》
- 《하자 2 여교사 나즈나의 경우》
- 《날씨 언니》
- 《날씨 언니 2 료코 PuriPuri》
- 《사랑스런 미라이》
- 《오마타 카오루》
- 《갸루 보이!》
- 《환상 미드나잇》
- 《스마트 몬스터즈》
- 《투명소녀 에어》
- 《사이버 미소녀 텔로미어》
- 《프리티 몽키》
- 《미소녀 신세기 게이저》
- 《나짱 집》
- 《롯폰기 캬바쿠라 천사》